# سفارت برزیل در اسلام‌آباد
سفارت برزیل در اسلام‌آباد (به انگلیسی: Embassy of Brazil) یک منطقهٔ مسکونی و نمایندگی سیاسی این کشور در پاکستان است که در اسلام‌آباد واقع شده‌است.